# Rembertus Westerhoff
Rembertus Westerhoff Oosterland (N-H), 14 maart 1801 – Warffum, 25 maart 1874) was een Nederlands politicus, thorbeckiaans Tweede Kamerlid en huisarts.

## Biografie

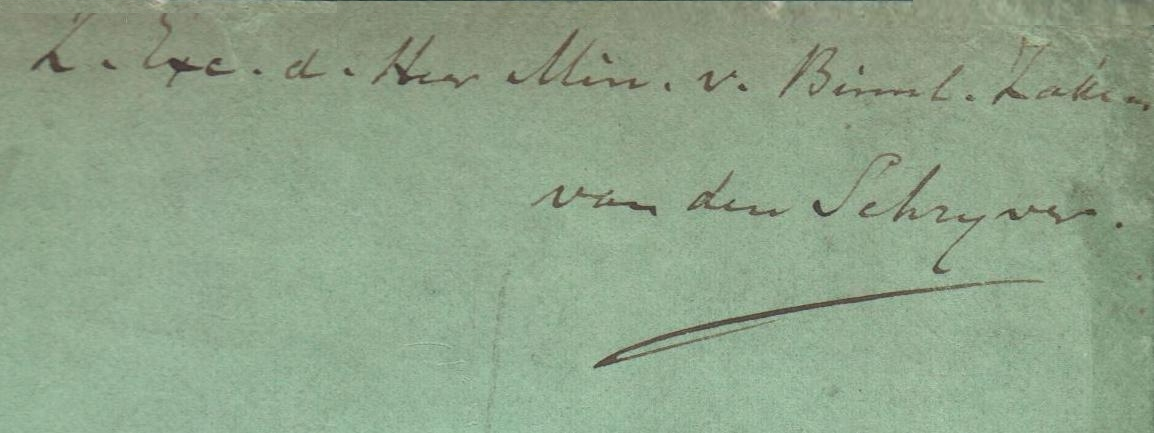
Het handschrift van R. Westerhoff. Opdracht voor de minister van Binnenlandse zaken op het boekje Verhandeling over de kol- of heksekringen (1859)

Rembertus Westerhoff, zoon van de predikant Petrus Westerhoff en Tjaardina de Cock, werd geboren op het eiland Wieringen. Hij is vernoemd naar zijn grootvader van moederszijde Rembertus de Cock, eveneens predikant, een oudoom van Hendrik de Cock, vader van de Afscheiding van 1834. Zijn grootvader van vaderszijde, Pieter Westerhoff, was medicus (chirurgijn) te Warffum.
Vader Petrus Westerhoff, geboren te Warffum, werd 1793 beroepen naar Oosterland, Stroe en Den Oever op Wieringen, naar Eppingehuizen in 1805, en naar Warffum in 1810. In Warffum bewoonde hij de hervormde pastorie.
Rembertus kreeg aanvankelijk thuisonderwijs, en was van 1817 tot 1818 in de leer bij de apotheker Th. Uilkens te Groningen en vanaf 1818 bij chirurgijn F.J. ter Borgh, stads heel- en vroedmeester van Groningen.
In 1819 deed hij toelatingsexamen voor de Hogeschool te Groningen. Hij studeerde daar van 19 september 1819 tot 12 juni 1825 medicijnen, met als bijvakken natuurkunde en botanica. Hij promoveerde op 13 juni 1825 op de dissertatie Quarundum plantarium in provincia Groningana indigenarum uso economico et medico.
Kort na zijn promotie werd hem door tussenkomst van professor Jacobus Albertus Uilkens een eervolle betrekking aangeboden bij de cultures in Nederlands Oost-Indië, voor welk aanbod hij echter bedankte. Liever vestigde hij zich als praktiserend huisarts te Warffum.
De gebroeders Th. Uilkens en J.A. Uilkens zijn aangetrouwde oudooms van Rembertus Westerhoff, hetgeen zijn loopbaan mede verklaart.
Van 1825 tot zijn dood in maart 1874 was Westerhoff huisarts te Warffum. Toen zijn leermeester J.A. Uilkens overleed was Westerhoff in 1865 op voordracht kandidaat voor een hoogleraarschap in de botanie te Groningen, maar hij werd niet benoemd.
Westerhoff bleef ongehuwd. Hij woonde samen met zijn ongehuwde zuster Antje Westerhoff, welke tot haar dood op 22 maart 1863 gedurende een lange reeks van jaren zijn huishouden bestuurde. Zijn geweduwde zuster Eisophia Gerhardina nam het huishouden over en was, bij Rembertus' dood, enig erfgenaam van het vruchtgebruik van diens nalatenschap.
Door zijn dorpsgenoot en buurman, die hem vele jaren heeft gekend en veel omgang met hem heeft gehad, de Warffummer hoofdonderwijzer Helmer Molema, werd Westerhoff omschreven als "geenszins de afgetrokken, stroeve kamergeleerde, maar juist de man van gezellig onderhoud, die in elken vriendenkring een breede plaats innam en naar wien allen zoo gaarne luisterden, tot wien allen konden naderen". Molema was, met P. Beukema, 27 maart 1874 aangever van het overlijden van Rembertus.

## Onderzoek
Westerhoff wordt, met Gozewinus Acker Stratingh, beschouwd als een pionier op het gebied van het onderzoek naar de Groningse wierden.
Westerhoff is de eerste erflater van het Groninger Museum, op basis van de collectie archeologische vondsten die hij verzamelde is in 1874 het Provinciaal Kabinet van Oudheden opgericht, de voorloper van het Groninger Museum.
Hij publiceerde diverse werken op het gebied van landschapsonderzoek, archeologie en waterstaatkunde, waaronder De kwelder-kwestie nader toegelicht (1844), Oudheidkundige verhandeling en aanteekeningen betrekkelijk de kleine rookpijpjes (1860) en Twee hoofdstukken uit de geschiedenis van ons dijkwezen (1864).
In de jaren 1835-1837 vertaalde hij een destijds bekend Duits boek van Fridrich Arends Physisische Geschichte der Nordsee-Küste und deren Veränderungen durch Sturmfiuten seit dem Cymbrischen Fluth bisjetzt (Emden, 1833). Dat resulteerde in Natuurkundige geschiedenis van de kusten der Noordzee en van de veranderingen welke zij, sedert den Cymbrischen Vloed tot op heden, door watervloeden ondergaan hebben. Uit het Hoogduitsch van Fridrich Arents. Met een voorrede en aanteekeningen vermeerderd door Dr. R. Westerhoff, in drie delen van respectievelijk 252, 464 en 408 bladzijden.
Het bekroonde Leesboek voor de natuurlijke historie der Provincie Groningen, dat hij in 1829 met Gozewinus Acker Stratingh schreef, verscheen pas tien jaar later gedeeltelijk in druk.
Zijn Reede met betrekking tot kunstmatige vischteelt werd op last van keizer Napoleon III in het Frans vertaald en in Frankrijk verspreid.
Voor botanische namen die hij heeft gepubliceerd, wordt de standaardafkorting Westerh. gebruikt.

## Lidmaatschappen en andere functies
Na koninklijke machtiging van 31 januari 1837 richtte hij op 28 maart 1837 samen met de arts Emo Wichers en met landbouwer en liberaal Kamerlid Geert Reinders jr. – allen oud-leerlingen van predikant Jacobus Albertus Uilkens – het 'Genootschap ter bevordering van Nijverheid en Landbouw te Onderdendam' op, de latere 'Maatschappij van Landbouw'. Als leden van het bestuur werden, behalve de drie initiatiefnemers, benoemd een kantonrechter, een graanhandelaar en een landbouwer. Voorzitter werd Wichers. Ruim honderd personen gaven zich op als lid.
Westerhoff was deken van de Nederlands Gereformeerde kerk in Warffum, honorair Lid van het Genootschap ter bevordering der Natuurkundige Wetenschappen te Groningen (het latere Koninklijk Natuurkundig Genootschap), lid van het genootschap Pro Excolendo Iure Patrio te Groningen, lid van de Maatschappij der Nederlandsche Letterkunde. Daarnaast was hij Visiteur der Quarantaine voor het Uithuizerwad en de Zoutkamp, lid van het Provinciaal Utrechtsch Genootschap van Kunsten en Wetenschappen, corresponderend lid van het Vriesch Genootschap van Proefondervindelijken Landbouw te Leeuwarden en lid Departmentale Commissie van Landbouw in de Provincie Groningen.
In 1865 ondersteunde hij het initiatief van Warffummer wethouder Cornelis Reinders voor een Rijks-hbs in Warffum. Westerhoff en Cornelis' vader Geert Reinders - eveneens liberaal Kamerlid - lobbyden in Den Haag bij Thorbecke, die aanvankelijk tegen was. In 1868 opent in Warffum de eerste Rijks-HBS op het platteland van Nederland.

## Politieke functie
Van 1864 tot 1853 had hij zitting in de raad van de gemeente Warffum.
Van februari 1849 tot zijn dood was hij lid van de Tweede Kamer voor het kiesdistrict Appingedam. Als Tweede Kamerlid was hij een medestander van Thorbecke. Hij speelde geen opvallende rol in de Kamer behalve op terreinen waarop hij specialist was. Zijn betoog over de noodzaak van het begraven van lijken maakte zo'n indruk op minister Fock dat in de nieuwe Begrafeniswet (1869) een verbod op crematie werd opgenomen.
Westerhoff werd omschreven als een erudiet geleerde, maar bescheiden in zijn optreden, en zijn spreekstijl als 'Sprak met zwakke stem en een Gronings dialect, en volgens tijdgenoten ook wat langdradig'.
Hij sprak veel maar las altijd van papier. De teksten van zijn redes stopte hij in zijn hoge hoed.
| Periodes als Tweede Kamerlid |
| --- |
| 13-02-1849 t/m 19-08-1850 07-10-1850 t/m 19-09-1852 20-09-1852 t/m 25-04-1853 14-06-1853 t/m 16-09-1856 17-09-1856 t/m 14-09-1860 15-09-1860 t/m 18-09-1864 19-09-1864 t/m 30-09-1866 19-11-1866 t/m 02-01-1868 25-02-1868 t/m 19-09-1869 20-09-1869 t/m 14-09-1873 |

## Eerbetoon
Door koning Willem I benoemd tot Ridder der Orde van den Nederlandschen Leeuw en tot Officier van de Eikenkroon.

## Trivia
- Predikant Petrus Westerhoff bewoonde met zijn gezin de middeleeuwse weem in Warffum. De achtertuin van de dokterswoning van Rembertus' grootvader aan de Schoolstraat grensde aan de pastorietuin. Rembertus had dus hoogstwaarschijnlijk een sluipweggetje binnendoor.
- hij werd bij koninklijk besluit van 4 februari 1841 benoemd tot officier van gezondheid bij de staf van het 2de bataillon van de rustende schutterij van de provincie Groningen[30]
- het portret van Rembertus Westerhoff (hier rechtsboven) hangt sinds 1898 in het Groninger Museum.[31] Het portret is afkomstig uit de privécollectie van D. Siccama, De Waarden (Grijpskerk).[32] D. Siccama was een achterneef van Rembertus Westerhof, Rembertus' zuster Alegonda was Siccama's grootmoeder van moederszijde.
- de bibliotheek van Rembertus Westerhoff werd 20 October 1883 geveild in het verkooplokaal van H.G. Bom in de Warmoesstraat te Amsterdam, met de omschrijving Catalogus eener hoogst belangrijke verzameling boeken en plaatwerken over geschiedenis en aardrijkskunde van alle deelen der wereld, en van Nederland in het bijzonder.
- het Amsterdams Pijpmuseum heeft een verzameling objecten afkomstig uit de verzameling van Rembertus Westerhoff
- Westerhoff woonde als arts destijds in de Schoolstraat in Warffum, ter hoogte van het huidige nr.6. Na zijn overlijden werd het huis door nieuwe bewoners ingrijpend vergroot en verfraaid. In 1898 is het huis door de gemeente gekocht en 'met niet te hoge kosten tot een doelmatige hoofdenwoning verbouwd' voor het hoofd van de openbare lagere school.[33]
- Warffum heeft een Westerhoffstraat, postcode 9989 CZ
- Rembertus moet gezien zijn maatschappelijke status en kringen, en ook familierelaties, beschouwd worden te hebben behoord tot de betere (burger)kringen. Zowel in de provincie Groningen als in Den Haag. Interessant is dan ook dat hij als uitstekende huwelijkskandidaat zijn leven lang ongehuwd is gebleven. Van enige buitenhuwelijkse relatie is vooralsnog niets te achterhalen.
- Rembertus' neef Petrus Rembertus Westerhoff, eveneens medicus, bewoonde het huis Vennebroek te Paterswolde.[34] Deze was tevens commissaris van de naamloze Vennootschap "Hotel en Herstellingsoord Paterswolde" (Staatscourant 21 juli 1887), met mede-commissarissen Gerrit van Calcar, Albertus Johannes Marinus Dibbits en Jonkheer De Marees van Swinderen. En in de directie Jacob Hesselink, Mr. Jan Adriaan Feith en Jacob Pieter van Walree.